# Trow

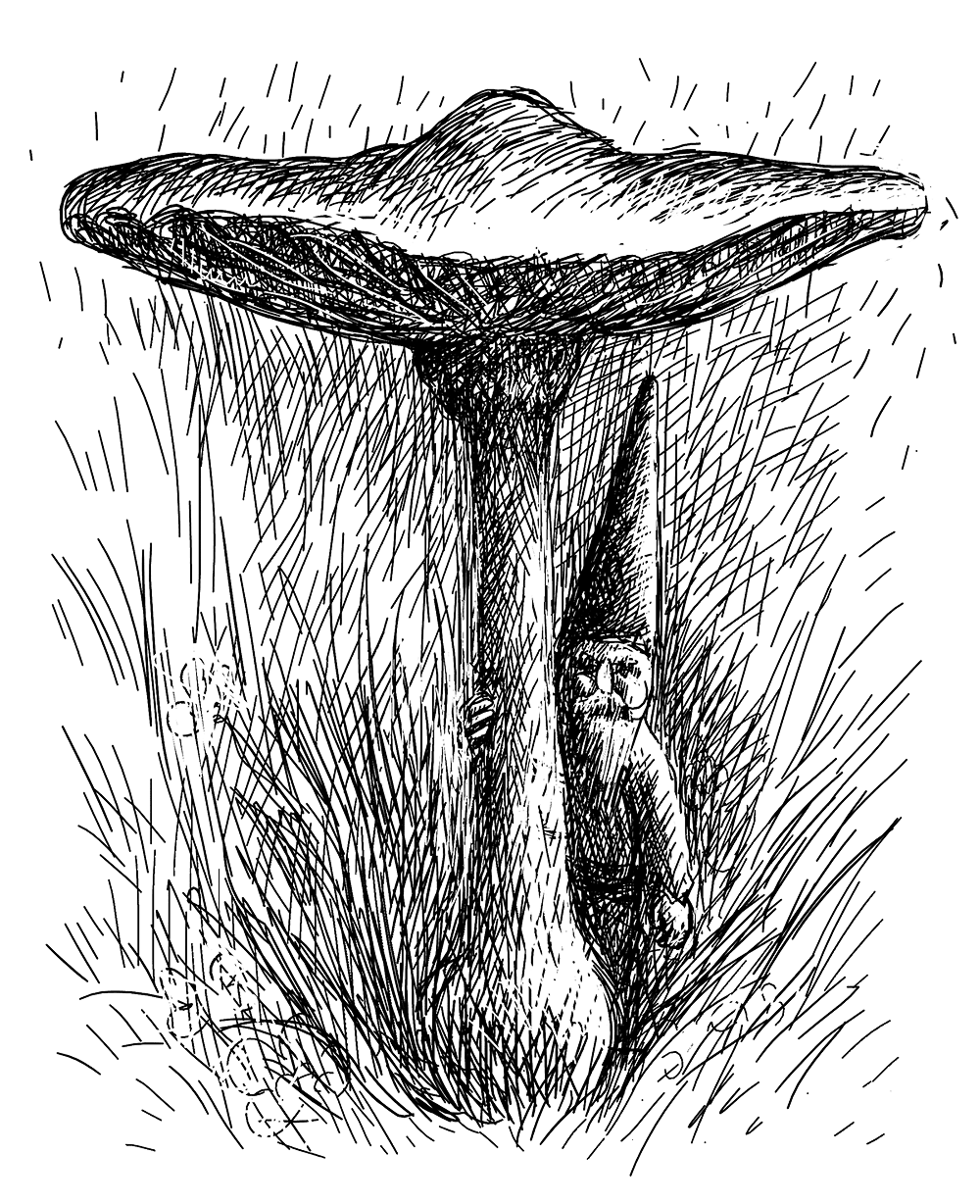
Illustration d'un Trow s'abritant sous un champignon

Un trow ou drow est une créature surnaturelle issue des croyances et du folklore des îles Orcades et Shetland, au nord de l'Écosse. 
Les trows sont souvent comparées aux fées (faeries) et ils dérivent peut-être des selkies ou bien du troll nordique.